# Natá de los Caballeros
Natá de los Caballeros – miasto w środkowej Panamie, Najstarsze na wybrzeżu pacyficznym kontynentu amerykańskiego. Ludność: ok. 6 tys. (2000).
Zostało założone 20 maja 1522 roku przez kolonistów hiszpańskich. Uchodzi za drugą najstarszą jednostkę osadniczą na kontynencie amerykańskim po Santa María la Antigua del Darién. Znajdująca się w mieście bazylika pw. Jakuba Apostoła uważana jest za jeden z najstarszych zachowanych kościołów w Ameryce.
Dzień patrona miasta obchodzi się 25 lipca.